# Dampiera scaevolina
Dampiera scaevolina är en tvåhjärtbladig växtart som beskrevs av George Gardner, M.T.M. Rajput och R.C. Carolin. Dampiera scaevolina ingår i släktet Dampiera, och familjen Goodeniaceae. Inga underarter finns listade i Catalogue of Life.